# Hospital Regional Docente Materno Infantil El Carmen
El Hospital Regional Docente Materno Infantil El Carmen es un hospital de la ciudad de Huancayo, Perú. Fue fundado en el mes de julio de 1847 durante el gobierno del presidente Ramón Castilla como el primer hospital de la ciudad.

## Historia
El hospital fue fundado, según unas versiones, el 5 de julio de 1847. Otras versiones señalan que el día de fundación fue, más bien, el 14 de ese mismo mes. La iniciativa de su construcción fue del presidente Ramón Castilla quien dispuso que el hospital - que sería el primero en construirse en la ciudad de Huancayo - llevara por nombre "San Ramón”. El costo de la construcción del hospital fue de 1756 pesos y 6 reales de la época. Contribuyeron para su construcción los vecinos más notables de la ciudad, diversas instituciones y se cobró un tributo a los campesinos de todo el valle del Mantaro denominado "tomines" consistente en 5 centavos.
En 1854, el hospital pasó a ser administrado por la Sociedad de Beneficencia de Huancayo y en 1908 se encargó a las Madres Franciscanas quienes cambiaron la nomenclatura del hospital pasando a llamarse "Virgen del Carmen". En 1978 por Decreto Supremo 002-78-SA el hospital, popularmente conocido como el "hospital de mendigos" pasó a depender del Ministerio de Salud.
El hospital fue construido en un área de dos hectáreas que se extendía entre las actuales calles Paseo de la Breña, jirón Junín, jirón Cusco y la avenida Huancavelica. Posteriormente, se abrió la continuación del jirón Puno (paralelo a los jirones Cusco y Callao - nombre antiguo del Paseo de la Breña) estableciéndose un bulevar arbolado. El hospital mantiene hasta hoy dicha ubicación aunque la manzana ubicada entre los jirones Puno y Cusco ya no le pertenece y aloja al Centro Médico San Felipe y a la botica Farmaben, ambos unidades de negocios de la Sociedad de Beneficencia de Huancayo. Sin embargo aún se mantiene un edificio que aloja a los consultores externos del hospital y otro donde se ubica la morgue de la ciudad.
Estos terrenos, ocupados por la Sociedad de Beneficencia, fueron materia de un largo litigio que se solucionó con la expedición de la Ley N.° 28826, del 21 de julio del 2006, que transfirió los mismos a favor del Ministerio de Salud.